# قليعات
قليعات هي قرية لبنانية من قرى قضاء كسروان في محافظة جبل لبنان.